# Витривалість матеріалу

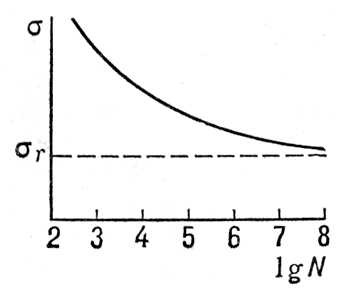
Графік витривалості

Витривалість матеріалів — здатність матеріалів і конструкцій чинити опір дії повторних (циклічних) навантажень без втомного руйнування.

## Загальні положення
Пошкодження або руйнування від дії циклічних навантажень називається втомою. Розрізняють малоциклову втому — розвиток пластичних деформацій при високих рівнях вантаження, і багатоциклову втому — поступове накопичення прихованих необоротних змін в структурі матеріалів, подальше утворення мікроскопічних тріщин та їх злиття в так звану магістральну макроскопічну тріщину, що приводить до втомного руйнування.
Витривалість залежить від властивостей матеріалу, виду циклу, вигляду напруженого стану, наявності концентраторів напружень, стану поверхні, властивостей довкілля, розмірів деталі або конструкції тощо. Границя витривалості може виявитися значно нижчою за границю міцності або границю плинності матеріалу. Висока чутливість границі витривалості до різних чинників вимагає підвищеної уваги до вибору допустимих напружень і коефіцієнтів запасу при циклічних навантаженнях.

## Крива втоми
Залежність між рівнем навантаження (напруження) σ і числом циклів N, відповідним руйнуванню, представляється графічно у вигляді кривої втоми.
Криві втоми дозволяють встановити такі критерії витривалості:
- границю витривалості  — максимальне за абсолютним значенням напруження циклу, за якого ще не відбувається втомне зруйнування матеріалу протягом заданої кількості циклів навантажування. Вона характеризує несучу здатність матеріалу, тобто те найбільше напруження, яке він може витримати за певний період роботи;
- циклічну довговічність — число циклів (або експлуатаційних годин), які витримує матеріал до утворення втомної тріщини певної довжини або до втомного руйнування при заданому напруженні.